# Peleng
Peleng ist eine Insel vor der Ostküste von Sulawesi in Indonesien. 
Sie ist die größte Insel der Banggai-Inseln und liegt zwischen der Bandasee und der Molukkensee. Von Sulawesi im Norden und Westen ist sie durch die 12 Kilometer breite Straße von Peleng (Selat Peleng) getrennt. Im Südosten, ungefähr einen Kilometer entfernt, liegt die kleinere Nachbarinsel Banggai. Im Norden ist der Küste die noch kleinere Insel Bakalan vorgelagert, im Süden liegen ungefähr 15 Kilometer entfernt Labobo und 20 Kilometer entfernt Bangkulu. Weiter im Südosten sind weitere kleine Inseln verstreut. 
Die rund 2350 km² große Insel ist stark bewaldet und erreicht eine Höhe von 1052 m über dem Meer. Sie erstreckt sich in einer sehr charakteristischen Form in West-Ost-Richtung: drei Hauptteile liegen nebeneinander, jeweils West- und Mittelteil sowie Mittel- und Ostteil sind mit einer zwei beziehungsweise fünf Kilometer breiten Landenge verbunden.
Peleng gehört zur Provinz Sulawesi Tengah und zum Regierungsbezirk Kepulauan Banggai, der wiederum in  ist in zwölf Distrikte (Kecamatan) gegliedert ist. Die wichtigsten Orte sind Basiano im Distrikt Buko an der Westküste und Bonganang im Distrikt Tinangkung.
Die Bewohner leben vom Kokosnuss- und Kartoffelanbau sowie Fischfang.